# Richard II de Normandie
Pour les articles homonymes, voir Richard de Normandie.
Richard II de Normandie, (963-1026) dit Richard l'« Irascible » ou Richard le « Bon », est duc de Normandie de 996 à 1026. Pour Lucien Musset, son règne constitue « un premier sommet dans l'histoire normande ».

## Troubles de la minorité
À la mort de son père, le duc Richard Sans-Peur en novembre 996, il est, semble-t-il, encore mineur, ce qui laisse le champ libre à une vague de troubles politiques dans le duché normand.
Il y a tout d'abord une grave révolte de paysans en 996, qui, selon le récit de Guillaume de Jumièges, décident de former des assemblées pour se gouverner eux-mêmes. Le comte Raoul d'Ivry, oncle du duc, est envoyé pour la réprimer : c'est un massacre. Ce dernier fait mutiler grand nombre de rebelles, faisant couper les pieds et les mains des principaux chefs de la révolte. Il n'est pas sûr que cette révolte était dirigée contre le duc.
« Au cours de la même époque », un richardide, Guillaume, demi-frère du duc nommé comte d'Hiémois, refuse de reconnaître son autorité. Raoul d'Ivry mène une expédition qui aboutit à la capture de Guillaume. Cependant, les vassaux du comte de Hiémois restent agités et vers 1001, l'un d'entre eux réussit à faire évader le prisonnier mais ce dernier vient implorer ensuite le pardon de son demi-frère. Le duc accepte la réconciliation mais vu l'agitation latente du comté, Richard ne lui restitue pas le Hiémois. À la place, il lui confie le comté d'Eu, car le comte Godefroi d'Eu, frère de Guillaume vient de décéder.
Tout comme la révolte des paysans, ces événements sont mal connus. D'où des interprétations historiques divergentes. Quelques historiens britanniques placent la rébellion de Guillaume plus tard (un peu avant 1012-1015) et refusent à celui-ci le titre de comte d'Hiémois.
Grâce à une nouvelle source, Mathieu Arnoux a récemment déduit que la minorité de Richard est aussi marquée par une révolte des seigneurs normands contre le jeune duc à la faveur de la succession de Richard Ier de Normandie. La révolte de Guillaume d'Hiémois pourrait d'ailleurs en constituer un avatar.
Quoi qu'il en soit, au cours de cette minorité, l'oncle du duc, Raoul d'Ivry, semble tenir les rênes du duché. Peut-être en collaboration avec Gunnor. En 1001, Richard est le seul maître de la Normandie.

## Administration deRichardII
Au cours de ses trente ans de règne, le duc procède à une réorganisation intérieure du duché. Une œuvre suffisamment importante pour que l'historien François Neveux écrive : « en 1026, la Normandie était incontestablement la principauté la plus puissante et la mieux administrée du royaume ».

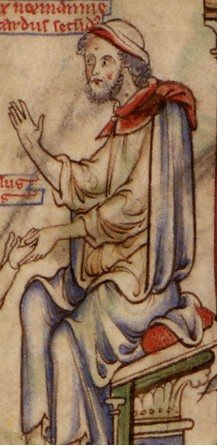
Richard.

Richard s'appuie sur les membres de sa famille, les Richardides. Il en installe à la tête des évêchés les plus importants (Bayeux et Rouen) et des comtés. Le duc est d'ailleurs le premier de la dynastie à mettre en place des comtes. Ils sont tous placés sur les secteurs frontaliers, à l'exception de Brionne : Ivry, Évreux, Mortain, Hiémois, Eu. Malgré leur haute origine, ils étaient révocables et n'exerçaient que par délégation un pouvoir démembré de celui des ducs. Vers la fin du règne, les Richardides tiennent cinq comtés et deux évêchés. Richard installe aussi des vicomtes dans les régions sans comte. Leur fonction se calque sur celle de ces derniers.
Grâce aux 25 actes émanés du duc, on constate l'existence d'un embryon de cour autour de lui. Y figurent aussi bien des Scandinaves que des Francs. Plus précisément, on retrouve les membres de la famille ducale, quelques évêques puis des vicomtes. Notons la présence de Dudon de Saint-Quentin, du vicomte de Cotentin Néel de Saint-Sauveur et d'Osbern.
À cette époque, la féodalité semble partiellement implantée en Normandie. Il n'y a apparemment aucun châtelain. Par contre, la révolte de 996 a sûrement contribué à l'élaboration de rapport de type féodal entre paysans et seigneurs.
Dans le domaine religieux, le rôle de Richard est encore primordial. C'est vraiment lui qui réimplante le monachisme en Normandie, après la coupure des invasions vikings. En 1001, Richard invite, à Fécamp, une de ses résidences préférées, le réformateur italien Guillaume de Volpiano. Ce dernier accepte de relever l'abbaye de Fécamp, avec douze de ses moines. L'événement est capital car ce monastère contribue ensuite à la restauration ou à la fondation d'autres abbayes (Saint-Taurin d'Évreux, Montivillers, Bernay). Le Mont-Saint-Michel reçut en 1024 pour abbé Thierry, un disciple de Guillaume.
L'administration de Richard II, mieux connue que celle de ses prédécesseurs, révèle une Normandie qui a déjà en partie rompu avec ses origines scandinaves. À part quelques exceptions, les droits ducaux se situent par exemple dans la tradition carolingienne. À la mort de Richard, il ne fait pas de doute aux yeux de l'historien Dominique Barthélemy que la Normandie est un « pays francisé ». L'aristocratie naissante ne semble pas principalement descendre des compagnons de Rollon mais se constitue d'immigrés. Surtout, le récit du contemporain Dudon de Saint-Quentin, qui raconte l'histoire des premiers ducs, se lit comme une progressive acculturation des chefs de la Normandie par le monde franc et chrétien. Ce détachement du monde scandinave se vérifie dans la politique extérieure du duché.

## Normandie et Angleterre
Sous Richard II, le duché s'installe encore un peu plus sur l'échiquier international. La papauté noue des contacts suivis avec ces Normands qui, un siècle auparavant, brûlaient les monastères et égorgeaient les moines. Surtout, les affaires d'Angleterre deviennent incontournables dans la politique diplomatique de la Normandie.
Pendant la minorité de Richard, des Vikings utilisent, souvent avec l'accord ducal, l'ouest du duché comme base arrière pour mener des expéditions contre l'Angleterre anglo-saxonne. En réaction, vers l'an 1000, le roi anglo-saxon Æthelred monte une expédition contre le duché normand. Débarqués dans le Cotentin à Réville, les Anglo-Saxons, pourtant nombreux et bien préparés, sont repoussés par Néel de Saint-Sauveur, vicomte du Cotentin, et taillés en pièces. Cependant, le duc Richard et le comte Raoul d'Ivry entament des négociations qui aboutissent bientôt à une alliance avec l'Angleterre, notamment en 1002, lorsqu'il donne sa sœur, la princesse Emma, au roi Æthelred (de cette union naît plus tard le futur roi Édouard le Confesseur). Le 13 novembre 1002, sous l'accusation d'un complot, Æthelred fait massacrer tous les Danois du royaume d'Angleterre : c'est le sanglant massacre de la Saint-Brice. La réaction danoise est rapide : le roi Sven « À-la-Barbe-Fourchue » ravage son royaume en 1003, 1004, 1006, et 1009, et finit par soumettre l'Angleterre. En 1013, Æthelred, Emma et leurs enfants doivent prendre la mer et se réfugier auprès de Richard.
À la mort de Sven (1014), le roi exilé regagne l'Angleterre mais meurt peu après. Le fils de Sven, Knut le Grand, s'empare de la veuve Emma, sœur de Richard, puis monte sur le trône d'Angleterre. Les fils d'Æthelred restent en Normandie. L'un d'entre eux, Édouard, attend son heure tandis que le duc doit accepter le nouveau roi d'Angleterre. Mais les relations entre Richard II et le Danois Knut restent globalement tendues.

## Voisins continentaux

### Alliance capétienne
Dans la continuité de son père Richard Ier, Richard II poursuit les bonnes relations développées avec les rois capétiens. Robert le Pieux monte sur le trône la même année que l'accession au pouvoir du duc de Normandie. Leur piété, leur volonté de réforme de l'Église sont des points communs. À plusieurs reprises, Richard II vient en aide à son allié (et aussi sans doute ami). C'est le cas en Flandre.
Lorsque la guerre de succession au duché de Bourgogne éclate, les troupes de Richard II rejoignent l'ost du roi au moins lors de deux campagnes. Robert le Pieux craignait un glissement du duché de Bourgogne vers le comte Otte-Guillaume. Aidé par les Normands en 1003 et en 1005, il organise différents sièges et expéditions qui lui permettent de garder la main sur ce territoire.
Consacrant leur alliance à l'issue de ce conflit, Robert le Pieux et Richard II se rencontrent en 1006 à Fécamp. D'ailleurs la première apparition du titre ducal (dux Nortmannorum) dans un acte officiel et toujours conservé se trouve dans le privilège accordé par Richard II à l’abbaye de Fécamp, datant du 30 mai 1006, et en présence du roi.
Richard II intervient une nouvelle fois aux côtés du roi en septembre 1006, quand Baudouin IV de Flandre s'empare de la ville de Valenciennes, en terre du Saint-Empire romain germanique. La coalition réunit l'empereur germanique Henri II du Saint-Empire, le roi Robert le Pieux et les Normands du duc Richard. Malgré cette coalition, l'expédition est un échec.
En principe, le duc de Normandie est le vassal du roi. Dans les faits, Richard II agit en toute indépendance dans son duché. Il lui arrive même d'intervenir ailleurs dans le royaume. Ainsi entre 1026 et 1027, pour libérer son gendre Renaud de Bourgogne, retenu prisonnier à Chalon-sur-Saône, il envoie son fils Richard III de Normandie combattre son geôlier, Hugues, - et comte de Chalon, un vassal bourguignon fidèle au roi Robert II.

### Luttes d'influence avec les comtes d'Anjou et de Blois
Les rivalités d'influence sur le Maine, la Bretagne et le Drouais entraînent un conflit avec Eudes II de Blois, comte de Chartres, mais aussi indirectement avec le puissant Foulque Nerra.
Traditionnellement, la maison des comtes de Rennes, soutenue par les comtes de Blois, s'oppose à celle des comtes de Nantes soutenue par les comtes d'Anjou. L'attention d'Eudes II ayant été déportée ailleurs, Geoffroi, comte de Rennes et duc de Bretagne recherche un nouvel allié qu'il trouve en la personne de son voisin normand. Cette alliance est consacrée par les mariages de Geoffroi avec la princesse normande Havoise de Normandie, sœur de Richard II puis, avant 1008, de Richard avec Judith, sœur de Geoffroi, cérémonie qui a lieu à l'abbaye du Mont-Saint-Michel. Avec le décès de ce dernier en 1008, son épouse prend les rênes de la Bretagne en attendant la majorité de ses fils. Richard peut être tranquille sur sa frontière du sud-ouest. Par contre, au sud-est, les ambitions d'Eudes II qui possède le château voisin de Dreux, inquiète le Normand.
Dans un premier temps, Richard cherche une relation pacifique avec le comte de Blois en lui offrant, avant 1005, la main de sa sœur Mathilde, avec en dot la moitié de la châtellenie de Dreux. Or celle-ci décède peu après sans donner d'enfants et selon l'usage, Richard souhaite récupérer cette dot, ce que refuse net Eudes. Appuyé par des Bretons, Richard fait construire en 1013 la forteresse de Tillières pour compenser la perte de Dreux. Avec ses alliés les comtes Hugues III du Maine et Galeran Ier de Meulan, Eudes vient attaquer la place avant son achèvement. Cette coalition est cependant défaite par la garnison.
Il est possible que dans ce conflit Richard fasse appel à des contingents scandinaves. On sait qu'en 1014, le futur roi de Norvège en personne, Olaf le Gros, et Lacman de Suède sont en effet accueillis à Rouen avant de repartir en expédition piller les côtes occidentales de la France actuelle jusqu'en Espagne, expédition à laquelle participent des Normands du duché.
Robert le Pieux convoque à Coudres une assemblée de Grands pour que le duc de Normandie et le comte de Blois exposent leurs différends. La paix est finalement conclue : Eudes de Blois conserve Dreux et Richard, Tillières et les bords de l'Avre.

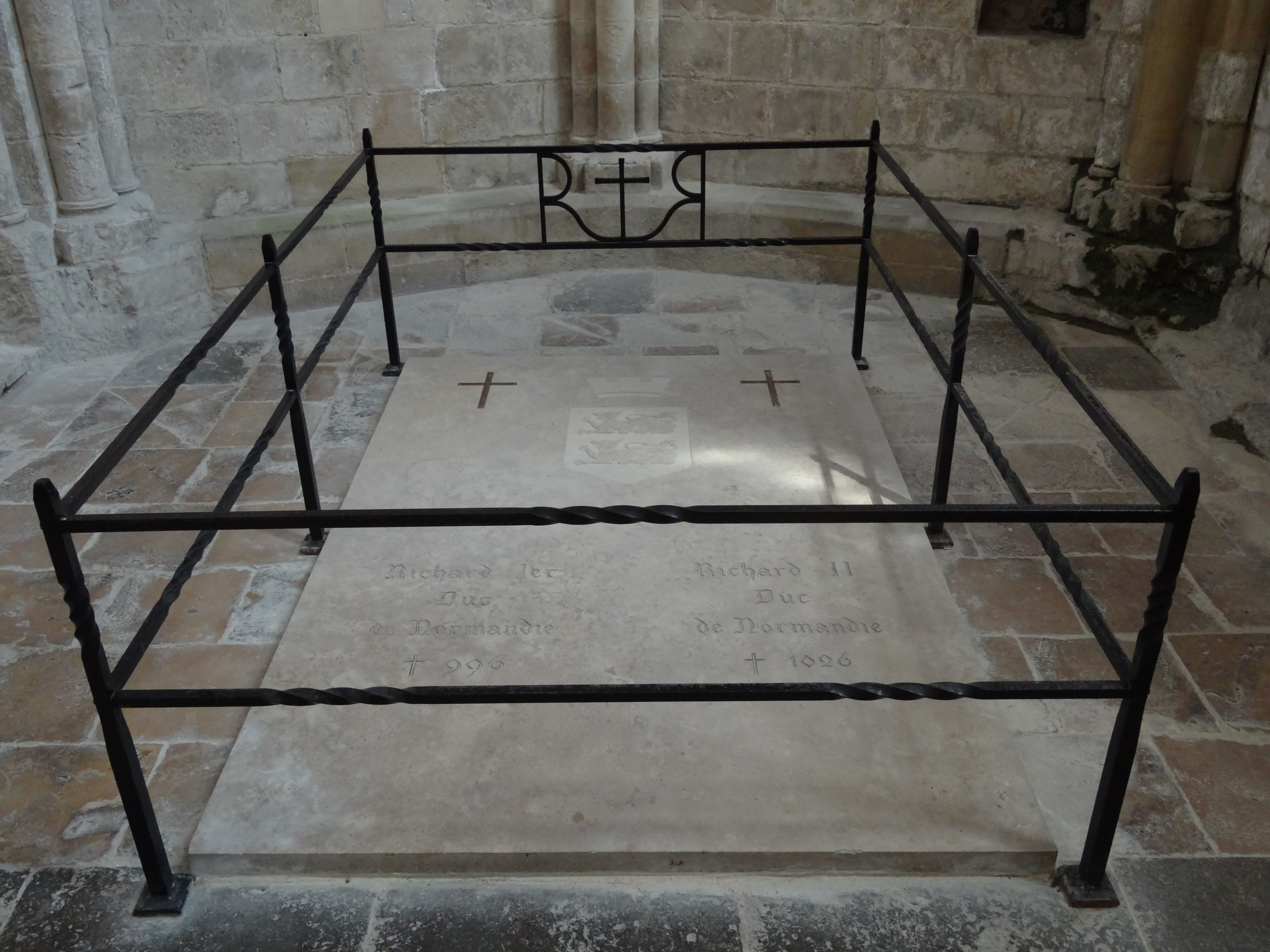
La tombe de Richard Ier de Normandie et de Richard II de Normandie dans la chapelle des Fonts Baptismaux dans le transept sud de l’Eglise de l’Abbaye de la Trinité de Fécamp.

Richard II meurt en août 1026, après avoir désigné son fils aîné Richard comme héritier du duché et confié à son second Robert le comté d'Hiémois. Il est inhumé dans l'abbaye de la Trinité de Fécamp.

## Généalogie
Richard l'Irascible est le fils du duc Richard Sans-Peur et de Gunnor, issue d'un lignage scandinave, épousée More danico.
De son épouse Judith de Bretagne, il a :
- Richard, futur duc Richard III de Normandie, père de :
  - Nicolas de Normandie,
  - Papie,
  - Adélise ;
- Robert, futur duc Robert le Magnifique, père de :
  - Guillaume Ier d'Angleterre, père de :
    - Robert II de Normandie,
    - Guillaume II d'Angleterre,
    - Adèle de Blois,
    - Henri Ier d'Angleterre ;

  - Adélaïde ;
- Guillaume de Fécamp, moine à Fécamp en Normandie ;
- Adélaïde (v.1005-1038) épouse du comte Renaud Ier de Bourgogne et grand-mère du pape Calixte II ;
- Éléonore de Normandie épouse du comte Baudouin IV de Flandre.

Après la mort de Judith, Richard se marie en 1007 avec Papie (ou Papia) d'Envermeu, « frilla » (concubine à la manière danoise), issue d'une famille puissamment implantée en Talou. Le couple a comme enfants :
- Mauger de Rouen, archevêque de Rouen ;
- Guillaume, comte d'Arques.

(Il est probable que le duc eut d'autres concubines et bâtards)
Selon le chroniqueur saxon Adam de Brême et l'historien danois Saxo Grammaticus, Richard fut brièvement fiancé à la princesse danoise Astrid Svendsdottir, fille du roi Sven À-la-Barbe-Fourchue.